# Andrea Murez
Andrea Murez, née le 29 janvier 1992, est une nageuse israélienne, désignée co-porte-drapeau d'Israël aux Jeux olympiques d'été de 2024 aux côtés du judoka Peter Paltchik.

## Biographie

### Jeunesse
Andrea Murez naît le 29 janvier 1992.

### Carrière
Elle dispute l'Universiade d'été de 2013 à Kazan en représentant les États-Unis ; elle est médaillée d'or du relais 4 x 200 mètres nage libre, médaillée d'argent du relais 4 x 100 mètres nage libre et médaillée de bronze du relais 4 x 100 mètres 4 nages (mais ne nage que les séries de ce dernier relais).
Lors des Jeux olympiques d'été de 2016, elle concourt aux 50 mètres nage libre et 100 mètres nage libre en représentant Israël.
Aux Championnats d'Europe de natation 2024 à Belgrade, elle est médaillée d'or du relais 4 x 100 mètres 4 nages mixte, du relais 4 x 200 mètres nage libre mixte et du relais 4 x 200 mètres nage libre.
Le 4 juillet 2024, elle est désignée co-porte-drapeau d'Israël aux Jeux olympiques d'été de 2024 aux côtés du judoka Peter Paltchik.

## Honneurs
En 2016, elle a été intronisée au Temple de la renommée des sports juifs de Californie du Sud (en).